# Yves Piétrasanta
Yves Piétrasanta (ur. 19 sierpnia 1939 w Mèze, zm. 28 maja 2022) – francuski polityk, działacz partii Zielonych, samorządowiec, eurodeputowany w latach 1999–2004, wiceprzewodniczący regionu Langwedocja-Roussillon.

## Życiorys
Absolwent École nationale supérieure de chimie de Montpellier. W 1966 uzyskał doktorat z nauk fizycznych. Zajął się działalnością naukową jako wykładowca akademicki.
Był działaczem radykalnej lewicy, następnie na początku lat 90. współtworzył Pokolenie Ekologii. Wkrótce organizował kolejne małe ugrupowania ekologiczne, a w 1997 przystąpił do partii Zielonych.
Obejmował szereg stanowisk w administracji terytorialnej. W 1971 został radnym w Mèze. Między 1977 a 2001 był merem tej miejscowości (czterokrotnie wybieranym na tę funkcję), następnie do 2008 pierwszym zastępcą burmistrza. Zasiadał też w radzie departamentu Hérault (przez pięć kadencji od 1972). W 1986 i 1992, a następnie także w 2004 i 2010 był wybierany do rady regionu Langwedocja-Roussillon. Od 1992 do 1998 sprawował urząd zastępcy prezydenta regionu, ponownie objął go w 2004 i utrzymał po kolejnych wyborach, odpowiadając za sprawy zrównoważonego rozwoju, środowiska i energii.
W wyborach w 1999 uzyskał mandat posła do Parlamentu Europejskiego V kadencji. Należał do frakcji Zielonych i Wolnego Sojuszu Europejskiego. Pracował m.in. w Komisji Przemysłu, Handlu Zewnętrznego, Badań Naukowych i Energii (od 2002 jako jej wiceprzewodniczący). Z PE odszedł w 2004 na kilka miesięcy przed końcem kadencji z uwagi na zakaz łączenia mandatów.
W 2011 wybrany na przewodniczącego Pokolenia Ekologii, ugrupowaniem tym kierował do 2018.